# Typodryas chalybeata
Typodryas chalybeata är en skalbaggsart som först beskrevs av Francis Polkinghorne Pascoe 1866.  Typodryas chalybeata ingår i släktet Typodryas och familjen långhorningar. Inga underarter finns listade i Catalogue of Life.